# Gli sciti
Gli sciti è un'opera in due atti di Saverio Mercadante, su libretto di Andrea Leone Tottola. La prima rappresentazione ebbe luogo al Teatro San Carlo di Napoli il 18 marzo 1823. Il lavoro riuscì «di poco gradimento».
Gli interpreti della prima rappresentazione furono:
| Personaggio | Interprete              |
| ----------- | ----------------------- |
| Ermodano    | Michele Benedetti       |
| Indatir     | Adelaide Comelli-Rubini |
| Obeide      | Elisabetta Ferron       |
| Atamare     | Andrea Nozzari          |
| Sulma       | Gaetana Gorini          |
| Ircano      | Gaetano Chizzola        |

Il direttore era Nicola Festa. La scenografia era di Francesco Tortolj.

## Struttura musicale
- Sinfonia

### Atto I
- N. 1 - Introduzione Fiore di ogni fiore (Coro, Ermodano, Obeide, Indatir, Sulma)
- N. 2 - Coro e Cavatina di Atamare Della tua destra invitta - Ah! fra i suoi cari amplessi (Coro, Atamare)
- N. 3 - Quartetto Ah! perché, signor, ti piace (Obeide, Atamare, Indatir, Ermodano)
- N. 4 - Aria di Obeide Se la mia dolce speme
- N. 5 - Finale I Al regno tuo felice - Ah tergi quel pianto (Coro, Atamare, Obeide, Indatir, Ermodano, Sulma, Ircano)

### Atto II
- N. 6 - Aria di Ermodano Più in lacci non siete (Ermodano, Coro)
- N. 7 - Coro ed Aria di Indatir Vieni o duce: ah se la sorte - Ah! miei fidi! a quell'ardore (Coro, Intadir)
- N. 8 - Duetto fra Indatir ed Obeide Che farò? Quai detti! oh Dio!
- N. 9 - Coro e Terzetto fra Obeide, Atamar ed Indatir Alma grande! in te riluce - Fermati! ah! quella vita
- N. 10 - Coro ed Aria Finale di Obeide Fior di ogni fiore - Che dolce, e caro incanto (Coro, Obeide, Indatir, Atamar)